# البنك المغربي للتجارة والصناعة
البنك المغربي للتجارة والصناعة  ويرمز له (BMCI) هو بنك عالمي للأعمال المصرفية، أحدث عام 2001 بعد ٱندماج بنك بي إن بي باريبا المساهم الرئيسي مع بنك إيه بي إن أمرو المغربي وهو يقدم خدماته لجميع أنواع العملاء بدءً من مهني التجارة إلى الأفراد (بما في ذلك المغاربة المقيمين بالخارج).
وتتوفر المجموعة البنكية على أكثر من 360 فرعا في المغرب. وبفضل معاملاته التجارية، والتحويلات الدولية، وتمويل العملة والضمانات الممنوحة، حصل البنك على علامة المنظمة الدولية للمعايير ISO 9001 نسخة 2008 كما حصل البنك كذلك على مرجعية كبيرة في مجال التجارة الدولية، بفضل بي.ان.بي باريبا مركز التجارة الدار البيضاء وطنجة.

## فروع تابعة
- أرفال
- البنك المغربي للتجارة والصناعة لإدارة الأصول
- البنك المغربي للتجارة والصناعة للتأمين
- البنك المغربي للتجارة والصناعة أوفشور (خارج المغرب)
- بورصة البنك المغربي للتجارة والصناعة
- البنك المغربي للتجارة والصناعة التأجير التمويلي